# Saint-Bonnet-l’Enfantier
Saint-Bonnet-l’Enfantier település Franciaországban, Corrèze megyében. Lakosainak száma 413 fő (2022. január 1.). Saint-Bonnet-l’Enfantier Allassac, Estivaux, Perpezac-le-Noir, Sadroc és Saint-Pardoux-l’Ortigier községekkel határos.

## Népesség
A település népessége az elmúlt években az alábbi módon változott:
| Lakosok száma | 369  | 305  | 270  | 311  | 370  | 381  | 400  | 413  | 419  | 413  |
|               | 1968 | 1982 | 1990 | 2006 | 2013 | 2015 | 2017 | 2019 | 2020 | 2022 |